# Семіков Ілля Сергійович
Ілля Сергійович Семіков (22 жовтня 1993 , Усть-Цильма, Республіка Комі ) — російський лижник, чемпіон Росії, призер етапу Кубка світу. Майстер спорту Росії міжнародного класу (2019).

## Життєпис
Лижним спортом почав займатися в сім років у рідному селі у тренера Івана Попова. По закінченні школи тренувався в Сиктивкарі у Андрія Нутріхіна. У збірній Росії тренувався під керівництвом Едуарда Михайлова і Олега Перевозчикова. На внутрішніх змаганнях представляє Республіку Комі та спортивне товариство «Динамо».
Переможець і призер чемпіонатів Росії серед юніорів та молоді, всеросійських змагань. Золоті нагороди здобував 2013 року в перегонах на 15 км (до 21 року), в естафеті (до 23 років), 2015 року в естафеті (до 23 років).
Учасник всесвітньої зимової Універсіади 2015 року в Словаччині, де найкращим результатом стало восьме місце в перегонах на 10 км. 2016 року взяв участь у чемпіонаті світу серед молоді в Румунії.
На дорослому рівні здобув низку нагород чемпіонату Росії, зокрема золоту 2016 року в перегонах на 70 км; срібну 2015 року в командному спринті та перегонах на 50 км, 2018 року в перегонах на 70 км; бронзову 2014 року в естафеті, 2015 року в естафеті, 2018 року в перегонах на 15 км та естафеті.
У складі збірної Росії брав участь у перегонах Кубка світу, дебютував 2017 року. Неодноразово ставав призером етапів в естафетах.

## Результати за кар'єру
Усі результати наведено за даними Міжнародної федерації лижного спорту.

### Чемпіонати світу
| Рік  | Вік | 15 км індивідуальні пер. | 30 км скіатлон | 50 км мас-старт | Спринт | 4 × 10 км естафета | Командна першість спринт |
| ---- | --- | ------------------------ | -------------- | --------------- | ------ | ------------------ | ------------------------ |
| 2021 | 27  | —                        | —              | 15              | —      | —                  | —                        |

### Кубки світу

#### Підсумкові місця в Кубку світу за роками
| Сезон | Вік | Місце в дисципліні | Місце в дисципліні | Місце в дисципліні | Місце в Скі Тур | Місце в Скі Тур | Місце в Скі Тур | Місце в Скі Тур   |
| Сезон | Вік | Загалом            | Дистанція          | Спринт             | Nordic Opening  | Тур де Скі      | Скі Тур 2020    | Фінал Кубка світу |
| ----- | --- | ------------------ | ------------------ | ------------------ | --------------- | --------------- | --------------- | ----------------- |
| 2017  | 23  | 149                | 103                | —                  | —               | —               | Н/Д             | Н/Д               |
| 2019  | 25  | 60                 | 35                 | НК                 | —               | —               | Н/Д             | —                 |
| 2020  | 26  | 56                 | 45                 | 50                 | 43              | —               | —               | Н/Д               |
| 2021  | 27  | 18                 | 18                 | 44                 | 21              | 11              | Н/Д             | Н/Д               |

#### П'єдестали в командних дисциплінах
- 4 п'єдестали — (4 Ес)

| № | Сезон   | Дата           | Місце пров.            | Перегони                | Рівень      | Місце | Тов. по команді                    |
| - | ------- | -------------- | ---------------------- | ----------------------- | ----------- | ----- | ---------------------------------- |
| 1 | 2019–20 | 8 грудня 2019  | Ліллегаммер (Норвегія) | Естафета 4 × 7,5 км К/В | Кубок світу | 2-ге  | Ларков / Спіцов / Мельниченко      |
| 2 | 2019–20 | 1 березня 2020 | Лахті (Фінляндія)      | Естафета 4 × 7,5 км К/В | Кубок світу | 3-тє  | Безсмертних / Спіцов / Мельниченко |
| 3 | 2020–21 | 24 січня 2021  | Лахті (Фінляндія)      | Естафета 4 × 7,5 км К/В | Кубок світу | 3-тє  | Якимушкін / Мельниченко / Устюгов  |
| 4 | 2021–22 | 5 грудня 2021  | Ліллегаммер (Норвегія) | Естафета 4 × 7,5 км К/В | Кубок світу | 2-ге  | Терентьєв / Мальцев / Устюгов      |